# 제임스 베드퍼드
제임스 하이램 베드퍼드(영어: James Hiram Bedford, 1893년 4월 20일 ~ 1967년 1월 12일)는 캘리포니아 대학교 버클리의 심리학 교수이며, 최초의 냉동인간이다.